# 濱本八治郎
濵本 八治郎（はまもと はちじろう、前名・久八郎、1862年5月24日〈文久2年4月26日〉 - 1929年〈昭和4年〉9月3日）は、日本の実業家。姫路商業銀行頭取。姫路瓦斯社長。山陽窯業代表取締役。姫路煉瓦会社・福島紡績各取締役。濵本焼石膏製造所（後にサンエス石膏株式会社）創設。族籍は兵庫県平民。

## 人物
播磨国姫路（現・兵庫県姫路市）出身。先代・濵本八治郎の長男。1881年、あるいは1898年、家督を相続した。住所は兵庫県姫路市福中町。

## 家族・親族
濵本家
- 父・八治郎[8]（兵庫平民[5]、実業家、大地主、兵庫県多額納税者） - 明治維新前は、八右衛門と称していた[8]。1867年4月、藩御用達に選ばれ、称姓を許された[8]。一時副戸長となった[8]。家は洋反物商だったが、後金貸業を営み大地主となった[8]。1890年、貴族院令により兵庫県多額納税者に列した[8]。姫路紡績会社、飾磨紡績会社、姫路銀行、姫路商業銀行の創立に奔走し、又播磨紡績会社を創設して其の社長となった[8]。実に姫路商事界の重鎮であった[8]。1898年10月29日に没した[8]。
- 妻・よね（1864年 - ?、兵庫、近藤彌蔵の二女）[7]
- 長女・咲（1887年 - ?）[2]
  - 婿・愛二（1884年 - ?、兵庫、宮田宗十郎の弟、長女咲の夫）[2]
- 二女・定（1893年 - ?）[2]
  - 婿・友蔵（1890年 - ?、兵庫、濵本友次郎の二男、二女定の夫）[2]
- 長男・八二郎[9]（1897年 - ?、実業家・姫路瓦斯社長・サンエス石膏株式会社社長） - 1921年3月、慶應義塾大学法学部政治学科卒業[9][10]。1929年、家督を相続した[9]。
  - 同妻・金子（岡山、吉田平十郎の長女）[9]